# Чкалово (Московская область)
Чкалово — посёлок в Московской области России. Входит в городской округ Люберцы. Население — 278 чел. (2010).

## География
Посёлок Чкалово расположен в центральной части городского округа Люберцы, примерно в 2 км к югу от города Люберцы. Высота над уровнем моря 125 м. В 1,5 км к востоку от посёлка протекает река Пехорка. В посёлке 12 улиц и 1 проезд. Ближайшие населённые пункты — деревня Часовня и посёлок Жилино-1.

## История
До муниципальной реформы 2006 года посёлок Чкалово находился в подчинении администрации рабочего посёлка Томилино.
С 2006 до 2016 гг. посёлок входил в городское поселение Томилино Люберецкого муниципального района. С 2017 года входит в городской округ Люберцы, в рамках администрации которого Чкалово относится к территориальному управлению Томилино-Октябрьский.

## Население
| 2002 | 2006 | 2010 |
| ---- | ---- | ---- |
| 401  | →401 | ↘278 |

По переписи 2002 года в посёлке проживало 401 человек (182 мужчины, 219 женщин).